# Crassula ausensis
Crassula ausensis là một loài thực vật có hoa trong họ Crassulaceae. Loài này được Hutchison miêu tả khoa học đầu tiên năm 1952.

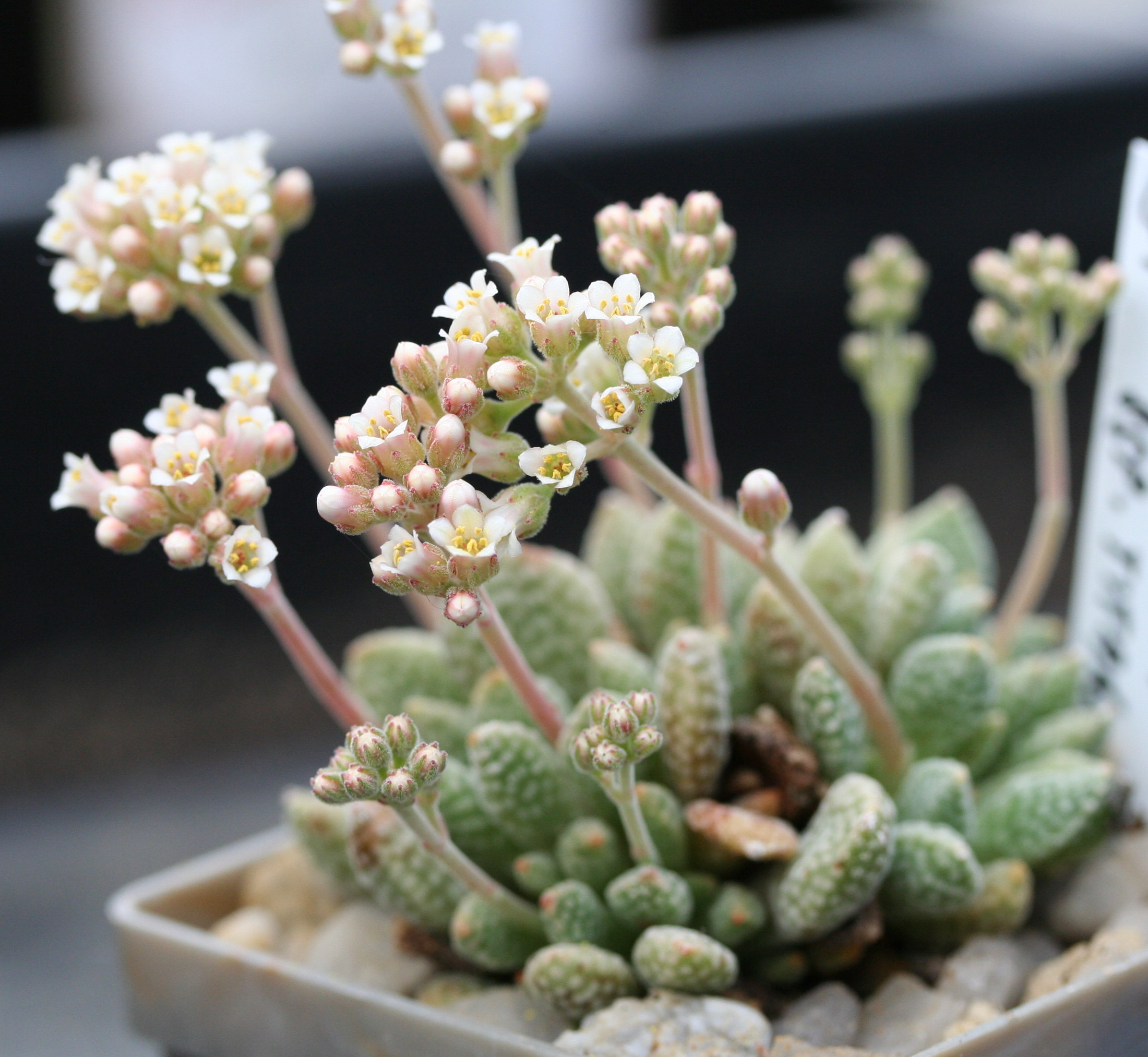
Crassula ausensis subsp. titanopsis.